# Крушчич
Крушчіч (серб. Крушчић) — село в Сербії, належить до общини Кула Західно-Бацького округу автономного краю Воєводина.

## Населення
Населення села становить 2356 осіб (2002, перепис), з них:
- чорногорці — 768 — 32,63 %
- серби —744 — 31,61 %,
- угорці —280 — 11,89 %,
- українці та русини —149 + 99 = 248 — 6,33 % + 4,2 % = 10,53 %.

живуть також хорвати, югослави, німці та інші.

## Примітки

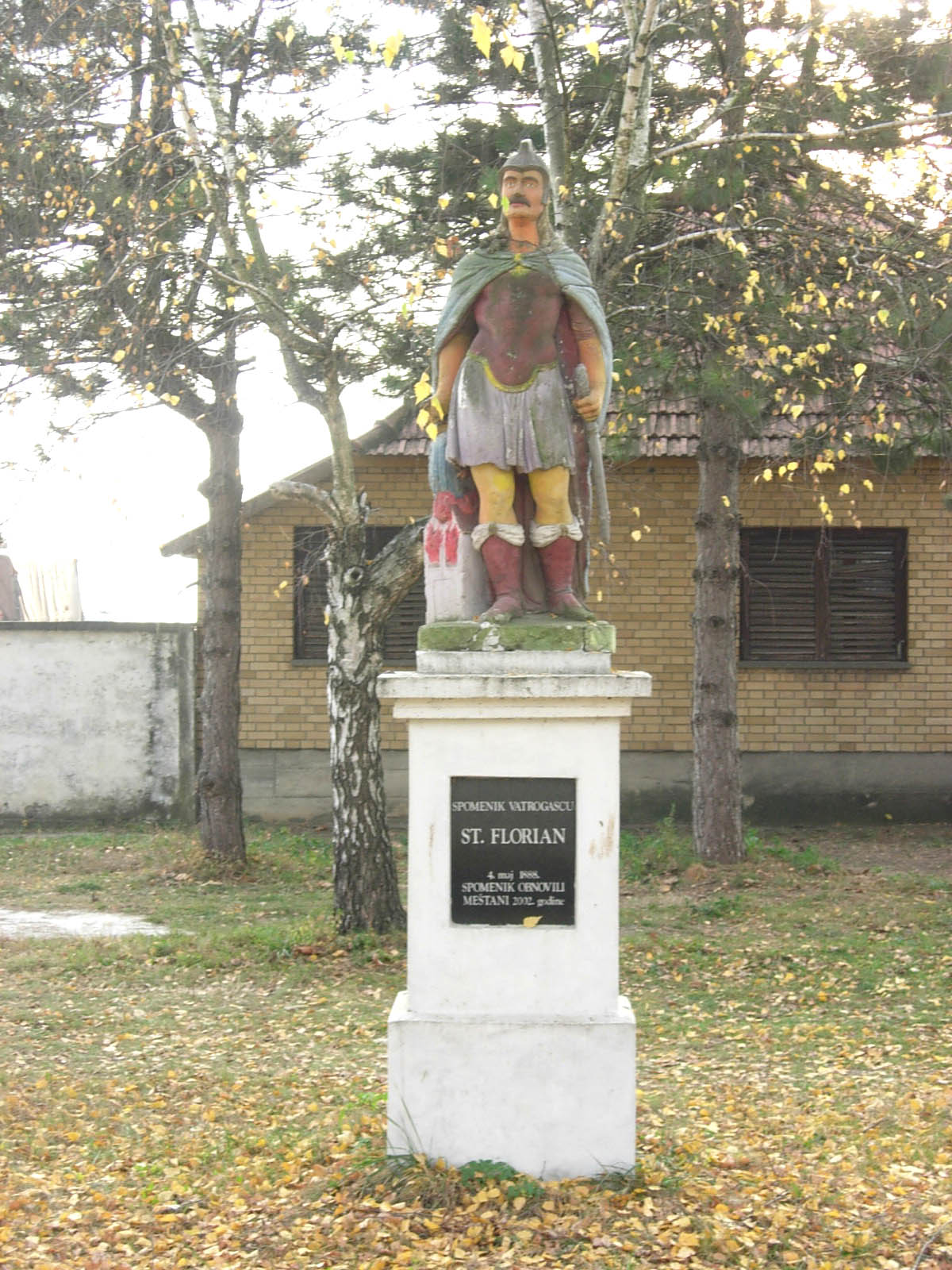
Статуя Святого Флоріана